# Stanislav Brunclík
Stanislav Brunclík (* 17. Juni 1910 in Podmoklice; † 14. Februar 1944 in Dresden) war ein tschechischer Journalist und kommunistischer Funktionär (KPTsch). Er war aktiv im Widerstand gegen die NS-Besatzung.

## Leben
Brunclík schloss sich 1929 dem Kommunistischen Jugendverband (Komunistický svaz mládeže, KSM) an. Er war später Redakteur der Wochenzeitschrift des KSM Mladá garda (dt. „Junge Garde“). Zwischen 1935 und 1938 war er Redakteur der kommunistischen Zeitung Haló noviny (dt. „Neue Nachrichten“) und des Zentralorgans des ZK der KPTsch Rudé právo (dt. „Rotes Recht“) sowie Ko-Redakteur der Wochenzeitschrift des ZK der KPTsch Tvorba (dt. „Die Schöpfung“).
Während der Besatzungszeit im sogenannten Protektorat Böhmen und Mähren arbeitete er ab 1939 unter dem Pseudonym Karel Klima im Untergrund. Er war Instrukteur des I. und II. sowie Mitglied des III. illegalen Zentralkomitees der Kommunistischen Partei der Tschechoslowakei. Mehrfach wurden seine Eltern, seine Frau und sein kleiner Sohn von der Gestapo verhört, um den Aufenthaltsort Brunclíks zu erfahren.
Am 16. Juli 1943 wurde er in Prag von der Gestapo verhaftet und im Prager Gefängnis Pankrác inhaftiert, dann ins Gefängnis Münchner Platz in Dresden überführt. Brunclík wurde am 16. Dezember 1943 vom Volksgerichtshof in Dresden zum Tode verurteilt und am 14. Februar 1944 hingerichtet.